# خافيير منديز (لاعب كرة قاعدة)
خافيير منديز هو لاعب كرة قاعدة كوبي، ولد في 22 أبريل 1964 في هافانا في كوبا.

## وصلات خارجية
- خافيير منديز على موقع أوليمبيديا (الإنجليزية)